# Bathyonchus indicus
Bathyonchus indicus är en rundmaskart som beskrevs av Hans August Kreis 1936. Bathyonchus indicus ingår i släktet Bathyonchus och familjen Leptolaimidae. Inga underarter finns listade i Catalogue of Life.